# إيطاليو إثيوبيا

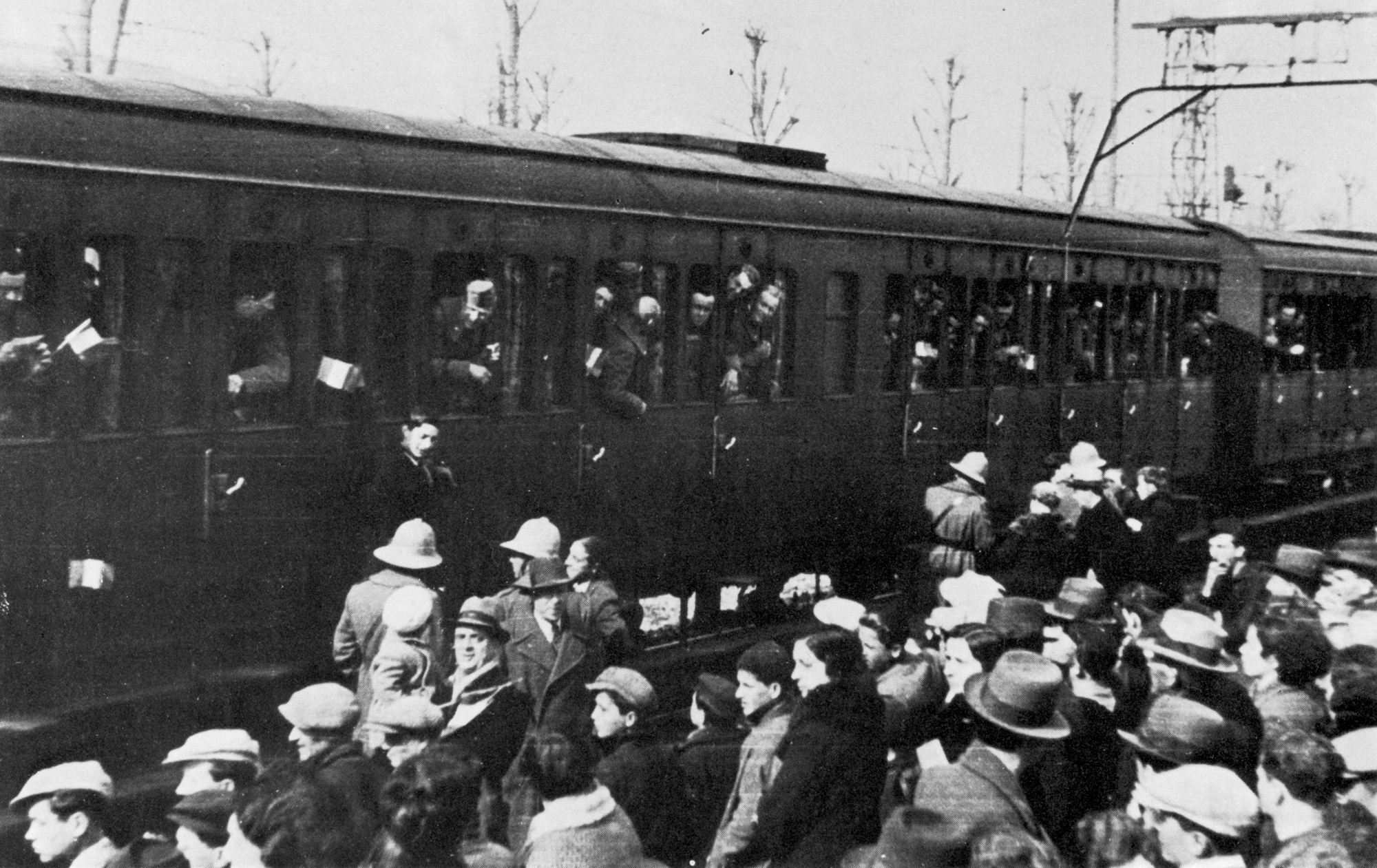
جنود إيطاليون استعداد لغزو واستعمار إثيوبيا في عام 1935

تميزت فترة الثمانينات من العام 1880 من التدافع لأفريقيا في إثيوبيا وشرق أفريقيا عندما بدأ الإيطاليون على المنافسة مع البريطانيين والفرنسيين على النفوذ في المنطقة. عصب، وهي ميناء بالقرب من المدخل الجنوبي للبحر الأحمر، مارس 1870 تم شراؤه عن طريق شركة إيطالية من السلطان تلعفر والتابع لامبراطور إثيوبيا، وفي العام 1890 تحولت إلى مستعمرة إيطالية من اريتريا. منذ ذلك الحين بدأت المملكة في إيطاليا في محاولة للسيطرة على إثيوبيا.
أدت النزاعات بين البلدين إلى نشوب معركة عدوة في العام 1896، ولكن ظلت إثيوبيا مستقلة، في ظل سيادة منليك الثاني. وقعت إيطاليا وإثيوبيا على معاهدة السلام المؤقتة في 26 تشرين الأول 1896، ولكن في السنوات التالية بدأ الإيطاليون في ملاحقة «الثأر من عدوة» باعتبارها مسألة كرامة وطنية.
جاء انتقاما عندما بدأ بنيتو موسوليني لتوسيع ممتلكات إيطاليا الأفريقية الاستعمارية في الثلاثينات من القرن الماضي.
في أكتوبر 1935، أطلق موسوليني الحرب الإيطالية الإثيوبية الثانية وغزت إثيوبيا. فر الإمبراطور هيلا سيلاسي من العاصمة الإثيوبية اديس ابابا في 2 مايو 1936 ودخل الإيطاليون المدينة يوم 5 مايو، بعد معارك دامية.